# 左岩
左岩（1985年8月23日—），中國大陸女演员、主持人，2004年参加中央电视台《挑战主持人》比赛获得冠军而出道，至今在浙江卫视、江苏卫视和贵州卫视担任多个综艺节目主持人。

## 主要经历
- 1985年 出生于黑龙江省双鸭山市；
- 2003年 考入浙江传媒学院播音与主持艺术专业本科班（2007年毕业）；
- 2004年 参加中央电视台《挑战主持人》比赛获得冠军；
- 2005年 担任湖南电视台潇湘电影频道《加演时间》《三个女人一台戏》[1]栏目主持人；
- 2006年 主持浙江卫视综艺竞技节目《奇开得胜》；
- 2007年 大学毕业并主持浙江卫视《母爱总动员》、《男生女生》栏目；
- 2008年 主持浙江卫视《爱唱才会赢》栏目；
- 2009年 主持浙江卫视《爽食行天下》、《冲关我最棒》、《越跳越美丽》栏目；
- 2010年 开始接触影视圈，在电影《生日快乐》《满江红》担任主要角色；
- 2011年 主持浙江卫视《快乐蓝天下》《卧底超模》；
- 2012年 在影视剧《无懈可击之蓝色梦想》、《秘密花园》等中担任主要角色；
- 2013年 离开浙江卫视，在山西卫视《小年夜春晚》、山东卫视《金声玉振》《爱尚健康》、湖北卫视《包公来了》等；
- 2014年 主持贵州卫视《唱出爱火花》[2]、青海卫视《时尚美妆》[3]，同年签约江苏卫视。

## 获得荣誉
- 2004年 中央电视台《挑战主持人》“冠军”；
- 2011年 第四届《综艺》盛典“年度最具潜力电视节目主持人奖”[4]；
- 2012年 盛装亚洲盛典“年度时尚主持人奖”；
- 2013年 BOSS绝对影响力慈善盛典“年度最佳跨界女艺人奖”[5]。

## 主持节目

### 大型晚会
- 2011年12月31日 浙江卫视《2011-2012跨年晚会》阿根廷分会场；
- 2013年2月3日 山西卫视《小年夜春节联欢晚会》。

### 大型活动
- 2006年 浙江卫视播出的《全国大学生音乐节》流行音乐大赛；
- 2008年 浙江卫视《我爱北京运动会》特别活动；
- 2014年 贵州卫视《唱出爱火花》全国歌唱比赛。

### 电视节目
- 2005年 湖南电视台潇湘电影频道《开演时间》《三个女人一台戏》
- 2006年 浙江卫视《奇开得胜》
- 2007年 浙江卫视《母爱总动员》《男生女生》
- 2008年 浙江卫视《爱唱才会赢》
- 2009年 浙江卫视《爽食赢天下》《越跳越美丽》《冲关我最棒》
- 2010年 浙江卫视《快乐蓝天下》
- 2011年 浙江卫视《卧底超模》
- 2013年 吉林卫视《娱乐样样红》、湖北卫视《包公来了》、山东卫视《金声玉振》《爱尚健康》、河北卫视《明星同乐会》
- 2014年 青海卫视《时尚美妆》、江苏卫视《非常了得》
- 2014年 贵州卫视《唱出爱火花》

## 影视作品

### 电视剧
| 上映时间 | 电视剧                 | 扮演角色 | 导演   | 合作艺人               |
| -------- | ---------------------- | -------- | ------ | ---------------------- |
| 2009年   | 《满江红》             | 韩雨菲   | 译名   | 彭冠英、翟天临         |
| 2012年   | 《无懈可击之蓝色梦想》 | 贾文静   | 蓝志伟 | 韩彩英、朱梓骁、吴映洁 |

### 电影
| 上映时间 | 电影                   | 扮演角色 | 导演   | 合作艺人               |
| -------- | ---------------------- | -------- | ------ | ---------------------- |
| 2011年   | 《生日快乐》           | 小水     | 唐大年 | 朱丹、华少             |
| 2012年   | 《秘密花园》           | 尹瑟     | 唐丹   | 钟汉良、安七炫、谭维维 |
| 2013年   | 《当贝多芬遇上林徽因》 | 林徽因   | 聂远   | 聂远、伊一、池长庚     |
| 2014年   | 《西塘恋事》           | Amy      | 白天   | 金桢勋、闫肃           |

### 话剧
| 演出时间 | 话剧                 | 扮演角色 | 导演   | 合作艺人     |
| -------- | -------------------- | -------- | ------ | ------------ |
| 2010年   | 《跟我的前期谈恋爱》 | 前妻     | 何念   | 华少、沈涛   |
| 2010年   | 《甜蜜蜜》           | 晓月     | 高希希 | 林心如、沙溢 |